# Quinto, Ticino
Quinto är en ort och kommun i distriktet Leventina i kantonen Ticino, Schweiz. Kommunen har 943 invånare (2023).
I kommunen finns byarna Quinto, Ambrì, Piotta, Scruengo, Varenzo, Ronco, Deggio, Catto, Lurengo och Altanca. Ambrìs flygplats är en flygplats för allmänflyg.